# Zarifa Ghafari
Zarifa Ghafari (Pashto, 1992), é uma ativista, política e empresária afegã. Em 2019, foi nomeada Presidente da Câmara de Maidan Shahr, capital da província afegã de Wardak. Zarifa é uma das poucas autarcas afegãs e a mais jovem, ao ser nomeada com apenas 26 anos. É conhecida por defender os direitos das mulheres no Afeganistão. Em 2020, Zarifa foi nomeada  Mulher Internacional de Coragem, pelo Secretário de Estado dos Estados Unidos da América.

## Carreira
Ela frequentou a Escola Secundária Halima Khazan na província de Paktia  e formou-se em economia na Universidade de Punjab.
Foi oficialmente nomeada presidente da câmara de Maidan Shahr em julho de 2018, pelo então presidente em exercício,  Ashraf Ghani. No entanto, o seu mandato teve que ser adiado por um período de nove meses devido à intervenção de outros políticos poderosos.
Em 2019, no dia em que assumiu o cargo, enfrentou um grupo homens que após invadirem o seu escritório, a assediaram e avisaram que era melhor renunciar ao cargo. Também sofreu ameaças de morte dos talibãs e do ISIL.
Apesar disso, de temer pela vida e ir diariamente dormir a Cabul, a vários quilómetros de distância, para estar mais protegida, Zarifa não desistiu do cargo e lançou uma campanha contra o lixo na sua cidade e é um modelo para outras mulheres.
Em 2021, após a ascensão ao poder dos talibãs, Zarafi declarou que aguardava que eles fossem ter com ela e a matassem, tal como aconteceu com o pai, coronel das forças militares afegãs, que morreu a 5 de Novembro de 2020 num atentado à porta de casa.
Acabou por conseguir fugir do país, primeiro para o Paquistão, e depois para a Turquia, onde chegou a 18 de Agosto de 2021 com o seu marido, a sua mãe e cinco irmãs; e daqui para a Alemanha, onde vive agora como refugiada com a familia. Entrentato, Zarifa tornou-se porta-voz das mulheres e do povo afegão, pedindo a intervenção internacional no país.

## Prémios
Consta da lista anual da BBC, dedicada às 100 mulheres inspiradoras e influentes de todo o mundo, em 2019.
O Secretário de Estado dos EUA  elegeu-a como Mulher Internacional de Coragem de 2020.
Em 2022, recebeu do Presidente da República Portuguesa, Marcelo Rebelo de Sousa, o Prémio Norte-Sul do Conselho da Europa de 2021. 